# كعكة الرم

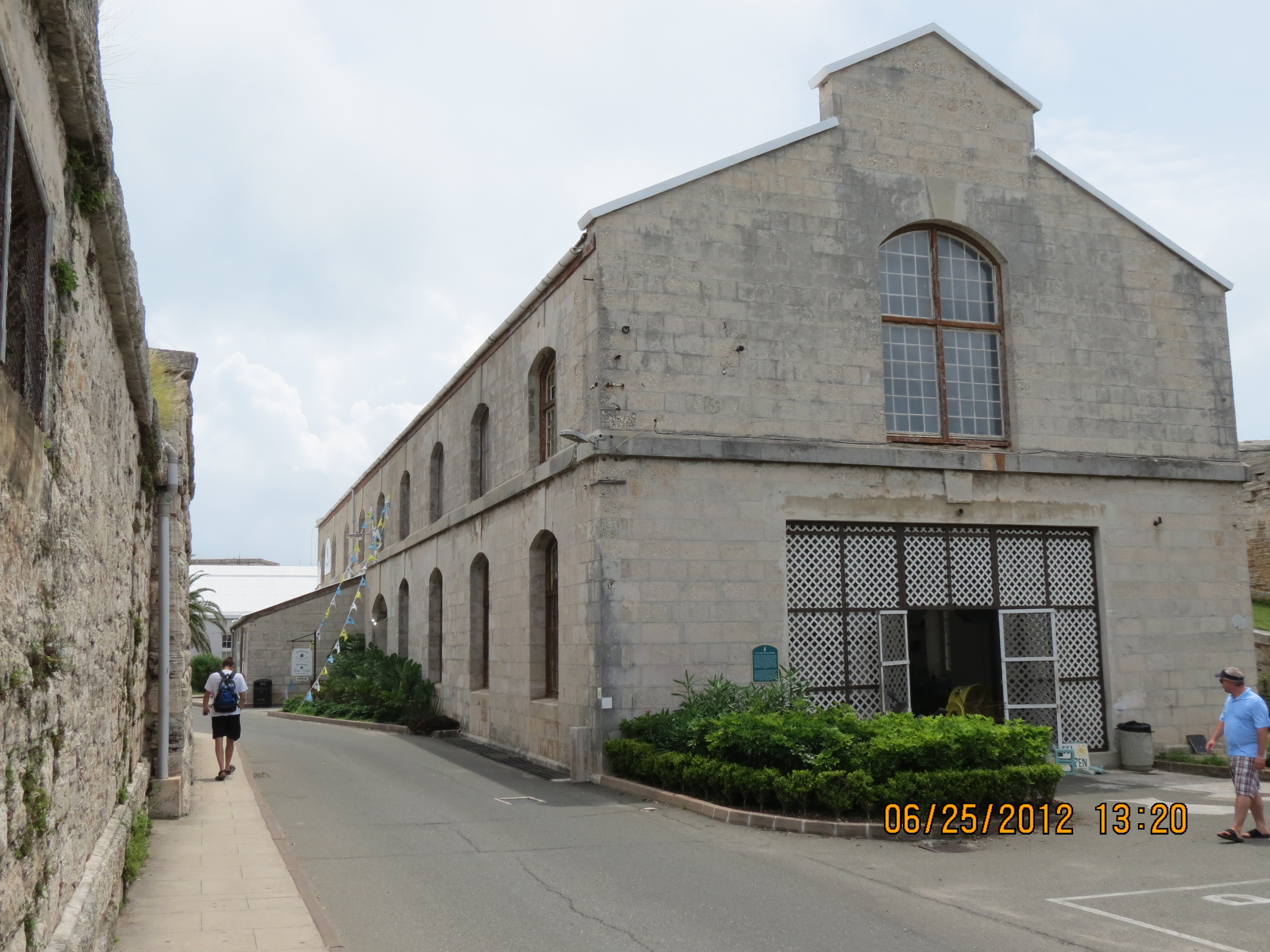
مصنع كعك الرَّمّ في برمودة

كعكة الرَّمّ أو الرُّوم أو الكعكة السوداء هي نوع من كعكة الحلوى التي تحتوي على الرَّم. يعد كعك الرم حلوى تقليدية في موسم الأعياد في معظم منطقة البحر الكاريبي تنحدر من حلوى البودنغ. تنقع الفاكهة المجففة في الرَّمّ لعدة أشهر ثم تضاف إلى العجين المحضر بالسكر الذي تم تكرمله عن طريق الغليان في الماء. والنتيجة المعروفة أيضًا باسم "الكعكة السوداء" تشبه كعكة الفاكهة لكنها ذو قوام أخف.